# 法羅州
8°29′N 13°15′E / 8.483°N 13.250°E

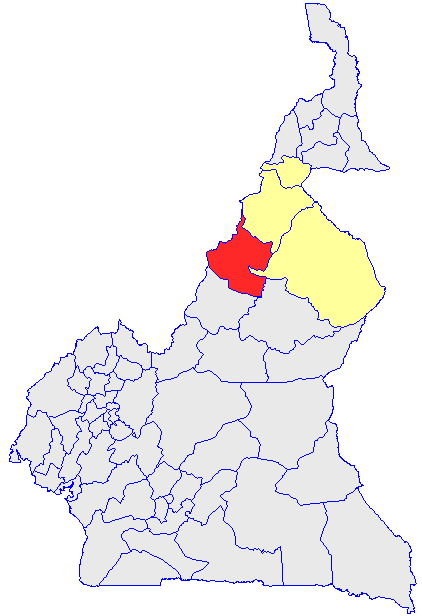

法羅州（法語：Faro），是喀麥隆的58個州份之一，位於該國北部，由北部區負責管轄，東面是馬約雷州，面積11,785平方公里，2001年人口81,472，人口密度每平方公里6.9人。